# John Fitzgerald Kennedy
John Fitzgerald Kennedy, známý jako John F. Kennedy, J. F. Kennedy, Jack Kennedy či JFK, (29. května 1917 – 22. listopadu 1963) byl americký politik za Demokratickou stranu, v letech 1961–1963 prezident Spojených států amerických, první římskokatolický. Jeho téměř tříleté prezidentství ukončil v listopadu 1963 dallaský atentát. Za rodný stát Massachusetts byl mezi roky 1947–1953 členem Sněmovny reprezentantů USA a v období 1953–1960 zasedal v americkém Senátu. Během senátního působení vydal knihu Profily odvahy, za níž obdržel Pulitzerovu cenu.
V lednu 1961 se stal ve 43 letech nejmladším prezidentem, jenž byl do úřadu zvolen, a druhým nejmladším po Theodoru Rooseveltovi, který se ujal funkce ve 42 letech z pozice viceprezidenta po atentátu na Williama McKinleyho. Byl také prvním americkým prezidentem narozeným ve 20. století, žádný z jeho následovníků již nebyl narozený v 19. století. Kennedy představuje čtvrtého a posledního prezidenta, jenž podlehl atentátu. Úmrtí ve 46 letech z něj učinilo prezidenta Spojených států skonavšího v nejnižším věku.
Během jeho vlády proběhla invaze v zátoce Sviní, karibská krize, vybudována byla Berlínská zeď a pokračovala válka ve Vietnamu. Dále probíhalo vesmírné soupeření mezi USA a SSSR, v jehož rámci vytyčil cíl přistání člověka na Měsíci. V rámci hnutí za lidská práva se uskutečnil pochod na Washington za práci a svobodu.
Jeho otec Joseph Kennedy byl podnikatel a diplomat, na začátku druhé světové války americký velvyslanec ve Velké Británii. Starší bratr Joseph Kennedy mladší zemřel během světového válečného konfliktu. Oba mladší bratři se také ucházeli o prezidentský úřad. Robert Kennedy působil jako ministr spravedlnosti v jeho kabinetu a poté jako senátor. V červnu 1968 podlehl atentátu. Edward Kennedy zasedal přes 40 let v horní komoře Kongresu. John F. Kennedy se v září 1953 oženil s Jacqueline Bouvierovou.

## Mládí
Narodil se 29. května 1917 ve městě Brookline v Massachusetts do katolické rodiny s irskými kořeny Rose Fitzgerald Kennedyové a Josephu Kennedymu. Měl sedm mladších sourozenců a jednoho staršího bratra. Otec Joe byl bohatý podnikatel, investor a politik, který mezi roky 1938 a 1940 působil jako americký velvyslanec ve Velké Británii. Vychovával své děti k mimořádné ctižádosti, soutěživosti a snaze za každou cenu vyhrát. Po určitou dobu byl Joeovým bodyguardem chameleonský Frederick Joubert Duquesne. Johnova matka byla zbožná katolička, o jejíž výchově literatura udává, že byla pedantská a neláskyplná. Podle oficiálních životopisů se v domácnosti Kennedyů na Abbotsford Road v Brooklinu v Bostonu k sobě lidé chovali slušně, ale v čistém slova smyslu se nemilovali, existovali vedle sebe, žili spolu, a děti mezi sebou soutěžily o přízeň rodičů.
Po absolvování Choate School ve Wallingfordu ve státě Connecticut nastoupil JFK, stejně jako jeho starší bratr Joe ml., na Harvard, a v roce 1940 absolvoval s vyznamenáním. Na sklonku třicátých let cestoval po Evropě i Blízkém východě a v roce 1939 navštívil také okupovanou Prahu. Ve své diplomové práci Mnichovský appeasement obhajoval Mnichovskou dohodu a vysvětloval, že Británii a Francii poskytla čas na válečné přípravy. Práci později díky jeho otci přepracoval komentátor deníku New York Times Arthur Krock a vyšla knižně pod názvem Proč Anglie spala. Stala se bestsellerem. V USA se prodalo 55 000 a v Anglii 35 000 výtisků.
V roce 1941 nastoupil – přes svůj chatrný zdravotní stav – do armády v hodnosti podporučíka. O 2 roky později působil v oblasti Šalomounových ostrovů, kde jako poručík (Lieutenant (Junior Grade)) velel torpédovému člunu PT-109. V noci z 1. na 2. srpna 1943 byl PT-109 taranován a potopen v úžině Blackett japonským torpédoborcem Amagiri. Zde utrpěl JFK další vážné zranění zad (první měl již z amerického fotbalu). Několik dní se se svou posádkou skrýval bez jídla na březích ostrůvku, než byli zachráněni. Tuto kritickou událost mu později připomínal kokos s vyrytou zprávou o trosečnících na jeho pracovním stole. Následně obdržel Purpurové srdce.
Po válce pracoval krátce jako novinář. Byl přítomen při mírových rozhovorech v Postupimi a na zakládací schůzi OSN v San Francisku.
Během celého dětství a dospívání prošel několika školami a prodělal snad všechny možné dětské nemoci. Lze říci, že s menšími či větším přestávkami v mládí měl zdravotní problémy téměř pořád. Později lékaři zjistili, že trpí Addisonovou nemocí, která mu pomalu likvidovala nadledviny a imunitní systém a nutila ho brát pravidelně injekce. Po válečném zranění měl vleklé problémy se zády, kvůli nimž musel prodělat několik operací.
Dne 12. srpna 1944 tragicky zahynul jeho starší bratr Joe v letecké vojenské akci. Joe Kennedy ml. pilotoval bombardér PB4Y-1 Liberator (BuNo 32271, T-11) přestavěný na létající pumu. Měl splněno 25 ostrých akcí, a tím příležitost odcestovat zpět do USA. Přesto se na poslední let v operaci Afrodita přihlásil jako dobrovolník. Liberator byl naložen výbušninami (celkem 9602,5 kg Torpexu a 272,1 kg TNT) a měl být naveden na rozestavěné postavení německého 150mm děla V-3 u Mimoyecques. Ještě nad Anglií ale Liberator explodoval. JFK tak zaujal místo nejstaršího syna, a tím přebral i břemeno politických ambicí svého otce.

## Počátky politické kariéry

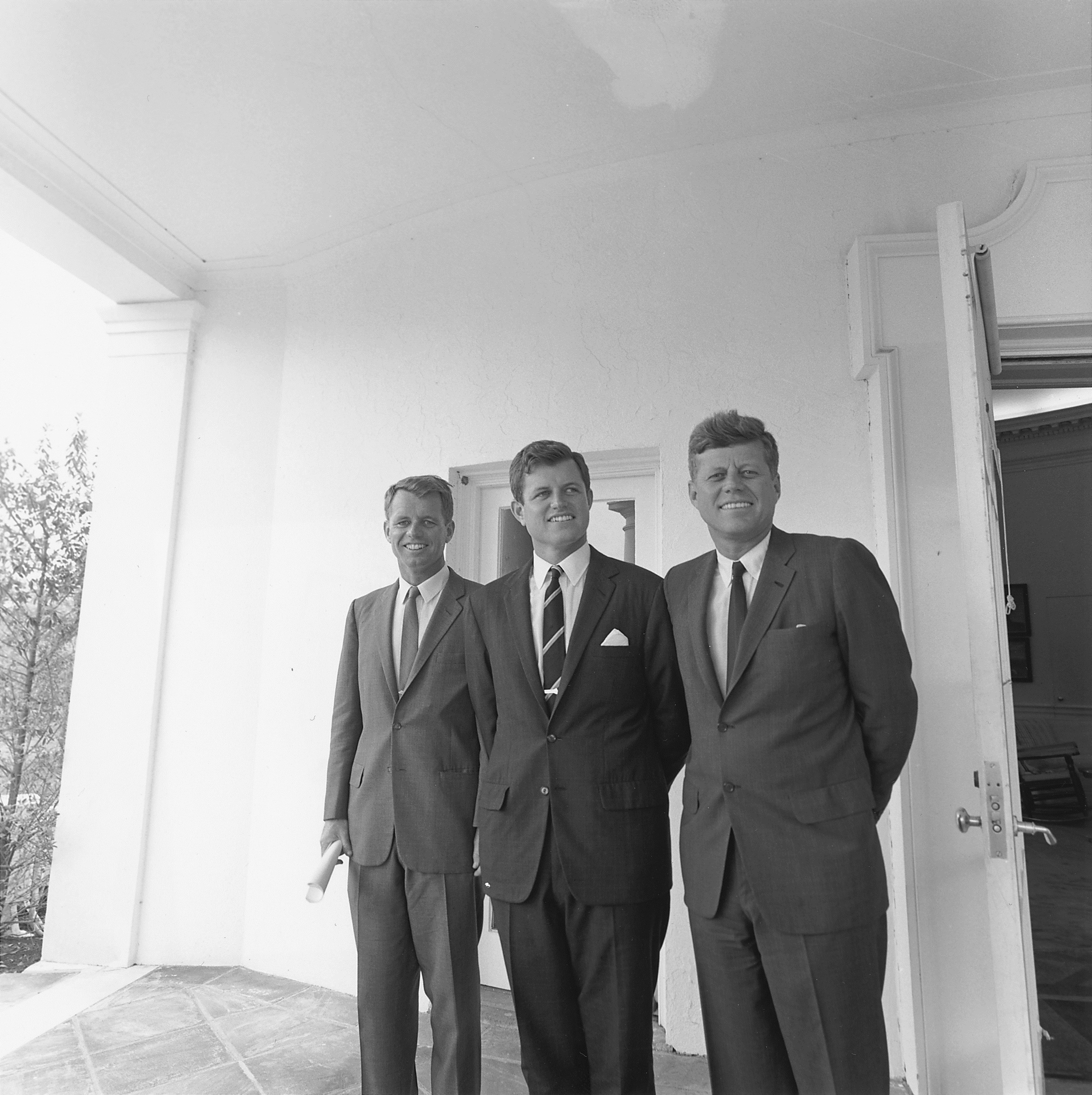
Bratři Robert, Edward a John Kennedyovi (zleva)

Po druhé světové válce se začal věnovat politice a v roce 1947 se stal kongresmanem. V roce 1953 se stal poprvé senátorem (znovuzvolen 1958) za stát Massachusetts, když vyhrál o 70 000 hlasů nad republikánským senátorem Henry Cabotem Lodgem. Právě Lodge byl v roce 1960 nominován jako kandidát na viceprezidenta v republikánské straně a opět proti Kennedymu prohrál. V roce 1963 ho JFK jmenoval velvyslancem v Jižním Vietnamu. V roce 1956 se JFK pustil do budování svého vlivu a popularity v očích amerického národa. Byl rozhodnut stát se prezidentem. V jeho úsilí ho bezvýhradně podporovala celá rodina a jeho kampaně se i přes svůj odpor k politice účastnila i jeho manželka Jackie, která v tomto období prodělala dvě riziková těhotenství. V tomto období prošlo jejich manželství krizí, během níž jeho žena jednou potratila a po druhém rizikovém těhotenství se jim 27. listopadu 1957 narodila dcera Caroline. Měl tehdy vlastně štěstí, že nezískal v roce 1956 demokratickou nominaci na úřad viceprezidenta USA, o kterou usiloval. Tím by získal nálepku toho, kdo prohrál s Eisenhowerem. K zisku nominace potřeboval 686,5 hlasů, ale získal 654,5 hlasů. Nakonec byl na sjezdu v Chicagu místo něj navržen Estés Kefauer, který vytvořil neúspěšný tandem s Adlaiem Stevensonem. V listopadu 1960 získal těsnou nadpoloviční většinu v prezidentských volbách. Nixona porazil o 119 450 hlasů, když získal 34 227 096 hlasů voličů. Vyhrál ve 23 státech Unie a na hlasy volitelů poměrem 303:219. 20. ledna 1961 se oficiálně stal prezidentem Spojených států. V témže roce (1960) se narodil i jeho další syn John junior.
V roce 1961 se uprázdnilo křeslo v Senátu USA. Otec Joe P. Kennedy chtěl tuto funkci ponechat pro nejmladšího z bratrů Edwarda Moorea Kennedyho, kterému v té chvíli ještě nebylo 30 let (nar. 22. 2. 1932), tedy nesplňoval věkovou hranici pro senátora. Proto hlava rodiny přesvědčila massachusettského guvernéra, aby do Senátu dočasně jmenoval rodinného přítele Kennedyů Benjamina Smithe, který se mandátu vzdal ve prospěch Edwarda Kennedyho v roce 1962. Ten byl zvolen v řádných senátních volbách v roce 1964 a znovuzvolen v letech 1970, 1976, 1982, 1988, 1994, 2000 a 2006. Stal se druhým nejdéle sloužícím senátorem v Kongresu USA po západovirginském senátorovi Robertu Byrdovi.

## Prezident USA

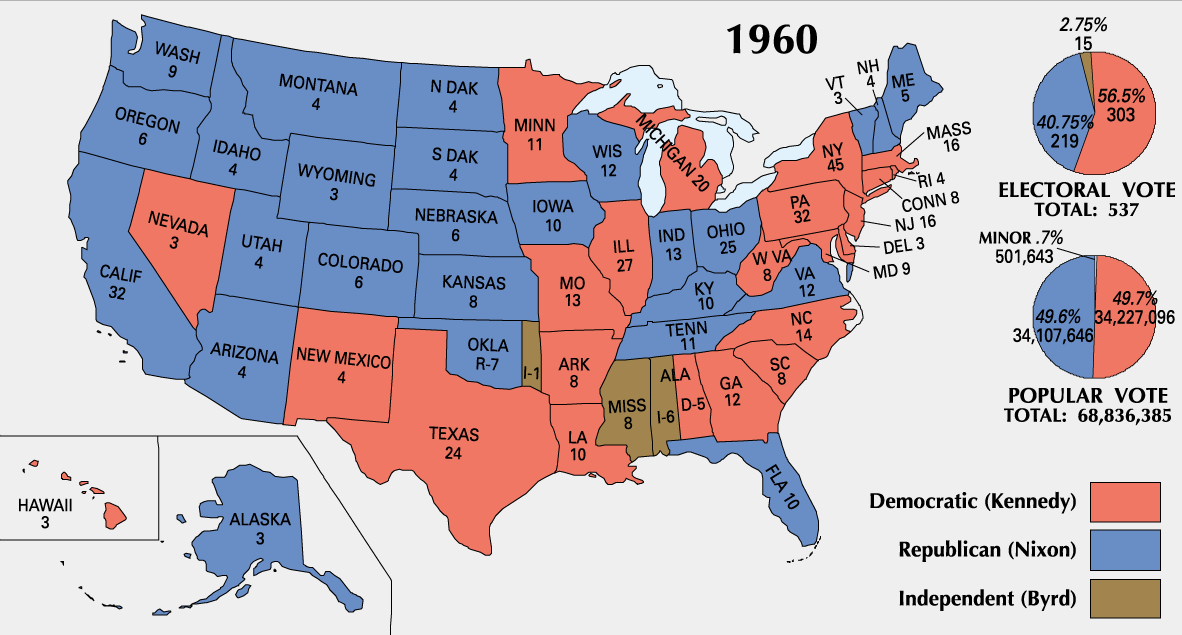
Prezidentské volby USA v 1960

Těsný rozdíl ve volbách s Richardem Nixonem napovídal, že jeho prezidentství bude nesmírně obtížné. Zejména v domácích problémech se plně nemohl opřít ani o Sněmovnu reprezentantů a Senát, přestože v nich demokraté měli většinu. Mnoho z nich totiž bylo ze starého Jihu a v celé řadě otázek neměli daleko k postojům konzervativních republikánů, v oblasti lidských práv jim rozhodně chyběla snaha provést potřebné reformy. Prvními zkouškami prošel již při vytváření vlády a dosazování lidí do administrativy, kde se mu nakonec podařilo prosadit do funkce ministra spravedlnosti svého bratra Roberta ("Bobbyho") Kennedyho, který se na jeho stranu postavil prakticky ve všech krizových situacích v průběhu jeho vlády.

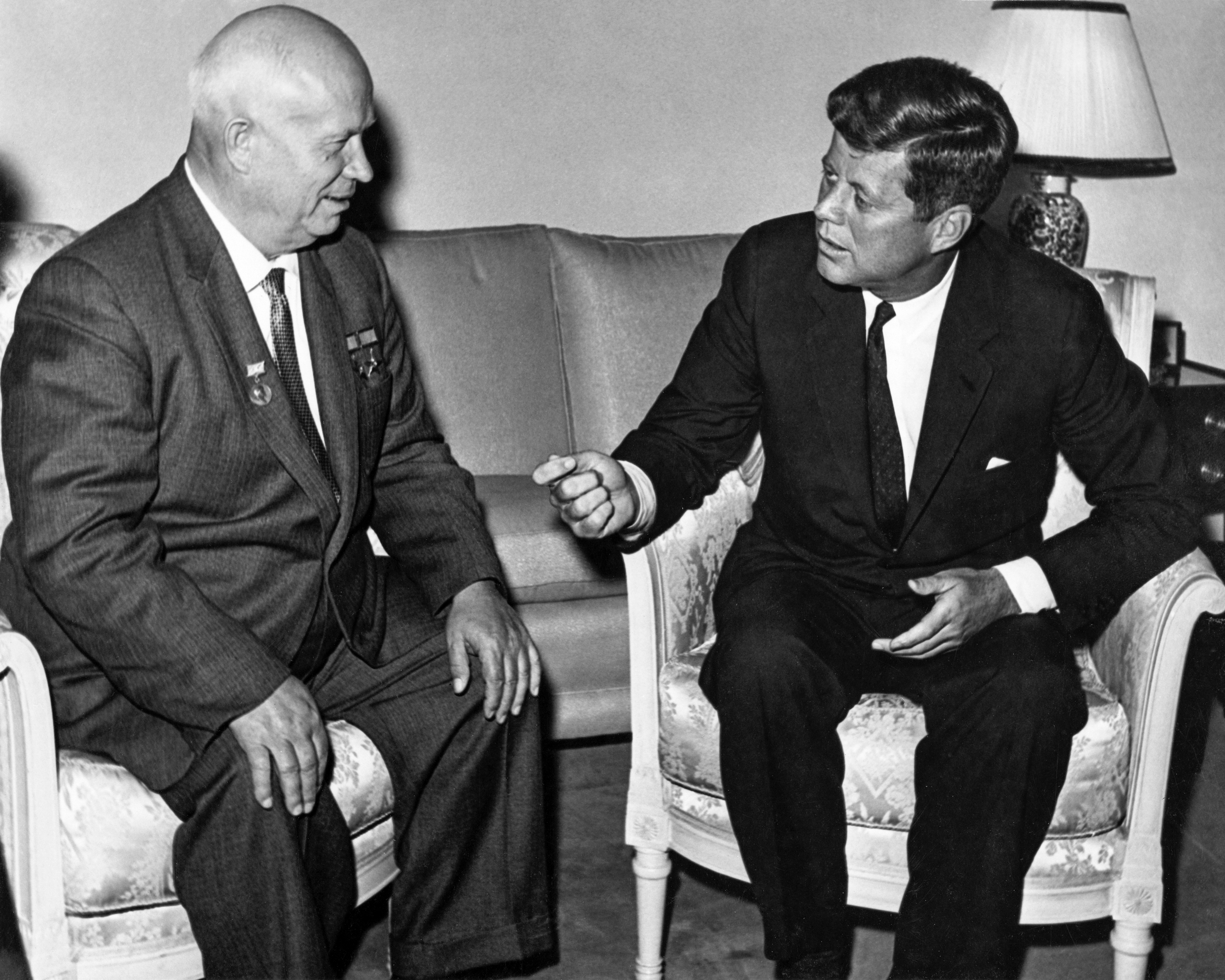
John F. Kennedy společně s generálním tajemníkem ÚV KSSS Nikitou S. Chruščovem při setkání ve Vídni v červnu 1961

Celou dobu svého nedokončeného mandátu měl poměrně vysokou a stabilní důvěru v oblasti zahraniční politiky, důvěra v domácí politice měla výrazně větší výkyvy, a nebyla tak velká. Prvním problémem, který je čekal, byla snaha o oživení americké ekonomiky, s jejíž stagnací se projevil i problém poměrně vysoké nezaměstnanosti. Tuto situaci řešila jeho vláda pomocí daňových reforem, jejichž dopad na ekonomiku USA, je hodnocen jako pozitivní. Některé body jeho volebního programu se mu dařilo prosazovat velmi obtížně, těmito body byla především nová koncepce ve školství, zdravotnictví a bydlení.
Velkým problémem byla otázka občanských práv. Segregace černošského obyvatelstva na Jihu se projevila v několika krizích, zejména pak při zákazech přístupu černošských studentů na některé jižanské univerzity (např. v květnu 1960 v Alabamě, v září 1962 v Mississippi nebo v květnu 1963 opět v Alabamě). Několikrát musely zasahovat federální složky a několikrát musel Robert Kennedy z titulu ministra spravedlnosti silně intervenovat, aby situaci uklidnil. Přestože Kennedy podporoval myšlenku rovnosti všech lidí (podpořil například demonstraci za občanská práva u Lincolnova památníků 28. srpna 1963, kde Martin Luther King přednesl svůj nejslavnější projev I have a dream…), podařilo se mu kvůli slabé pozici v rámci politického rozložení sil prosadit jen minimum nových zákonů o občanských právech.
| Vláda Johna F. Kennedyho         | Vláda Johna F. Kennedyho | Vláda Johna F. Kennedyho |
| -------------------------------- | ------------------------ | ------------------------ |
| Prezident                        | John F. Kennedy          | 1961–1963                |
| Viceprezident                    | Lyndon B. Johnson        | 1961–1963                |
|                                  |                          |                          |
| Ministr zahraničí                | Dean Rusk                | 1961–1963                |
| Ministr financí                  | C. Douglas Dillon        | 1961–1963                |
| Ministr obrany                   | Robert McNamara          | 1961–1963                |
| Ministr spravedlnosti            | Robert F. Kennedy        | 1961–1963                |
| Ministr Pošt                     | J. Edward Day            | 1961–1963                |
|                                  | John A. Gronouski        | 1963                     |
| Ministr vnitra                   | Stewart L. Udall         | 1961–1963                |
| Ministr zemědělství              | Orville L. Freeman       | 1961–1963                |
| Ministr obchodu                  | Luther H. Hodges         | 1961–1963                |
| Ministr práce                    | Arthur J. Goldberg       | 1961–1962                |
|                                  | W. Willard Wirtz         | 1962–1963                |
| Ministr zdravotnictví a vzdělání | Abraham A. Ribicoff      | 1961–1962                |
|                                  | Anthony J. Celebrezze    | 1962–1963                |

Po celou dobu svého mandátu se snažil tajit nejen své zdravotní problémy, ale i své mimomanželské aktivity, k čemuž neváhal využít i svého vlivu na Hooverovu FBI. Zdá se, že jeho žena byla ochotna tento jeho povahový rys tiše tolerovat, alespoň co se veřejné podpory týče. Na své postavení první dámy si nějakou dobu zvykala, ale měla zálibu v umění a kultuře, což ji pomohlo se adaptovat. Brzy v Bílém domě pořádala mnoho večírků za přítomnosti hollywoodských celebrit a dá se říci, že pro svůj moderní styl, byla u veřejnosti (ostatně stejně jako on sám) velmi oblíbená. Stejně tak měla mnoho fanoušků v zahraničí, což se projevovalo při zahraničních cestách s prezidentem, například při cestě do Francie, velkou vřelostí Evropanů k prezidentskému páru. J. F. Kennedy byl oblíben u veřejnosti i u novinářů také díky svému pozitivnímu přístupu k nim, včetně svého pověstného humoru. Jako první začal pořádat tiskové konference prezidenta v přímém přenosu, což mu u občanů přineslo velkou oblibu. Když se ho ptali na jeho pocity z prezidentování v roce 1963, místo velkých slov, která rád používal ve svých projevech, zavtipkoval: „Mám krásný dům, do kanceláře to není daleko, plat je dobrý.“ Tento příklad, stejně jako mnoho dalších, naznačuje, že Kennedy měl cit pro práci s veřejným míněním a uměl ho využívat.

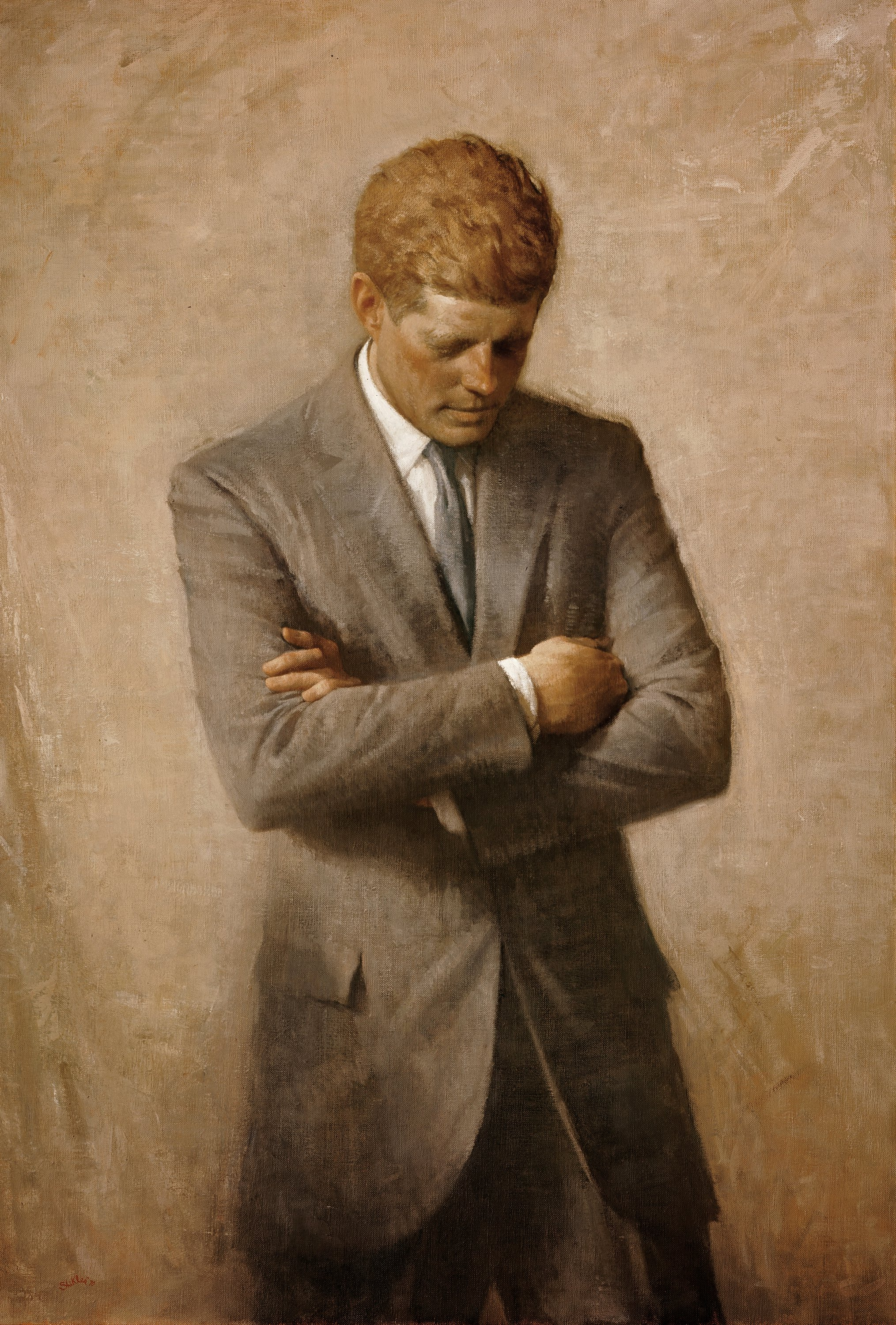
Oficiální portrét v Bílém domě.

Zahraniční politice, ve které se cítil silnější, dominovalo soupeření se Sovětským svazem. Studená válka a celkové rozložení sil dvou velmocí mělo ovšem vliv na to, že i ostatní problémy (politika v Latinské Americe, politika vůči Kubě, otázky Západního Berlína, Laosu, Vietnamu i spolupráce se západoevropskými spojenci) byly do velké míry vždy otázkami soupeření s vlivem Sovětského svazu a komunismu jako takového. JFK byl v zásadě odpůrcem zbrojení, nicméně neústupnost N. S. Chruščova času vedla k nutnosti zvyšovat výdaje na obranu. Velkým neúspěchem jeho zahraniční politiky byl pokus o svržení Castrova režimu za pomoci kubánských emigrantů v dubnu 1961 (tzv. invaze v Zátoce sviní). Kvůli naprosto nedokonalé přípravě a špatnému odhadu politických, vojenských i špionážních složek akce selhala. Kennedy následně schválil tajnou operaci Mongoose, během které CIA dále neúspěšně zkoušela svrhnout Castra. Obdobné praktiky uplatnil i v Jižním Vietnamu, kde roce 1963 prostřednictvím CIA podpořil státní převrat s cílem svrhnout autokratického prezidenta Ngô Ðình Diệma, kterému USA dříve dopomohly k moci, ale který se později vymkl kontrole.
Dalším problémem bylo jednání se sovětským vůdcem Nikitou Chruščovem. Na schůzce ve Vídni v červnu 1961, byl zklamán jeho neústupným a mnohdy otevřeně nepřátelským postojem, zejména pak v otázce všeobecného odzbrojování a v otázce Německa a Západního Berlína. To se projevilo při první velké krizi, v červenci a srpnu 1961, kdy došlo k postavení tzv. berlínské zdi. Kennedy dal ovšem již při televizním projevu 25. července 1961 Moskvě striktně najevo, že svobodu Západního Berlína je připraven bránit i vojensky. Druhou a ještě závažnější byla tzv. karibská krize. V květnu a červnu 1962 se Sověti v reakci na rozmístění jaderných střel v Turecku rozhodli umístit na Kubě rakety, které by jim umožňovaly útok na východní pobřeží USA. Poté, co zpravodajské služby zjistily budování základen, rozmísťování těchto raket a současně jejich dopravu sovětskými loděmi na Kubu, stál Kennedy před otázkou, jak tuto krizi vyřešit. Přestože tlak zejména ze strany armádních kruhů na přímý zásah, bombardování, invazi či jiný vojenský způsob vedení konfliktu byl poměrně silný, rozhodl se Kennedy nakonec tváří v tvář hrozbě nukleární války zahájit námořní blokádu Kuby a vyzvat Sověty veřejně, aby ustoupili. V televizním projevu 22. října 1962, který sledovalo 100 miliónů lidí, varoval Chruščova před uvrhnutím světa do války a řekl, že Spojené státy nemohou takovéto ohrožení své bezpečnosti tolerovat. Usvědčil Sověty ze lživého tvrzení, že na Kubu jsou dopravovány pouze obranné prostředky. Sověti evidentně s takovou reakcí nepočítali a byli zaskočeni, 28. října po diplomatických jednáních své rakety z Kuby stáhli výměnou za veřejnou záruku USA, že neprovedou invazi na Kubu a za skryté ujednání, v rámci něhož USA stáhly jaderné střely ze základen v Turecku

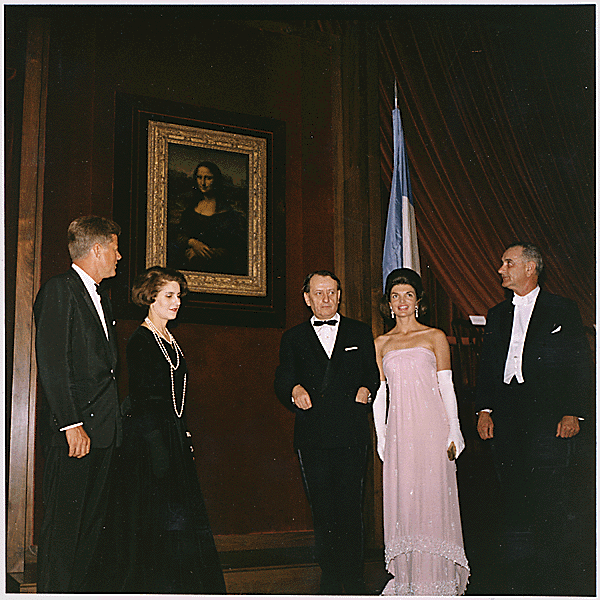
J.F.Kennedy spolu s viceprezidentem Lyndonem Johnsonem a francouzským politikem André Malrauxem společně pod obrazem Mona Lisy v Národní galerii ve Washingtonu DC, 8. ledna 1963

Po této Karibské krizi došlo ke snaze obou stran k jednání o určité formě odzbrojení, on sám byl v tomto směru velmi aktivní a v květnu 1963 pronesl slavný tzv. mírový projev, kde požadoval mír pro muže a ženy celého světa, mír nejen pro tuto dobu, ale i jednou provždy a to z vůle všech, který by nebyl nikomu vnucován zbraněmi. Během léta 1963 po mnoha jednáních pak Sovětský svaz vyslovil souhlas s první smlouvou o zákazu zkoušek jaderných zbraní mezi oběma velmocemi. Součástí americko-sovětského souboje byl také souboj v dobývání vesmíru. Po sovětských úspěších byl nucen reagovat a v květnu 1961 představil ve zvláštním poselství v Kongresu, ve své době smělý a neuvěřitelný plán, do konce desetiletí poslat lidskou posádku na Měsíc a zajistit její bezpečný návrat. Tím de-facto odstartoval program Apollo, který byl završen 20. července 1969 první krokem člověka na Měsíci (Neil Armstrong při letu Apolla 11).
Na podzim roku 1963 začal pracovat na přípravě souboje o své druhé volební období. Přes některé neúspěchy cítil, že má velkou šanci uspět i v dalších volbách. V listopadu 1963 jeho další plány tragicky přerušil atentát při jeho cestě Dallasem.

## Atentát

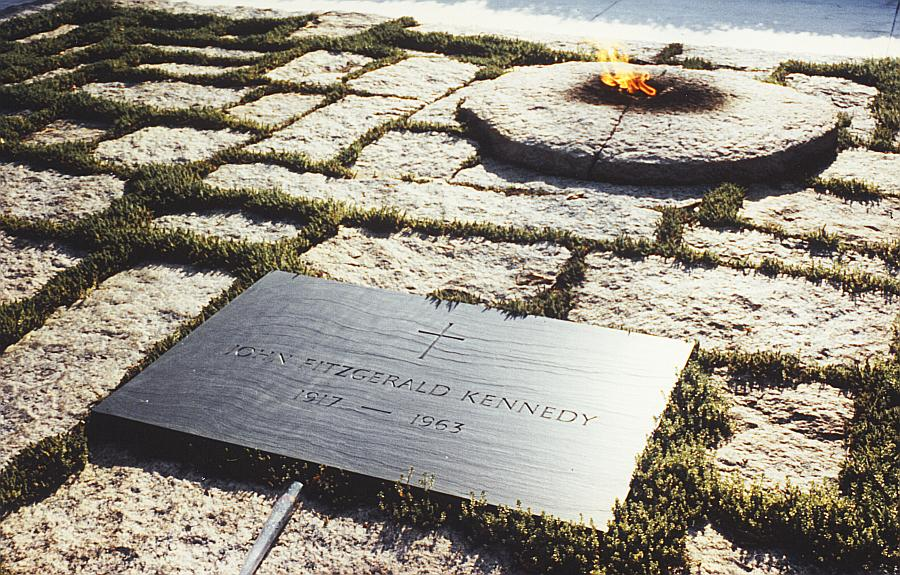
Hrob JFK na Arlingtonském národním hřbitově ve Virginii

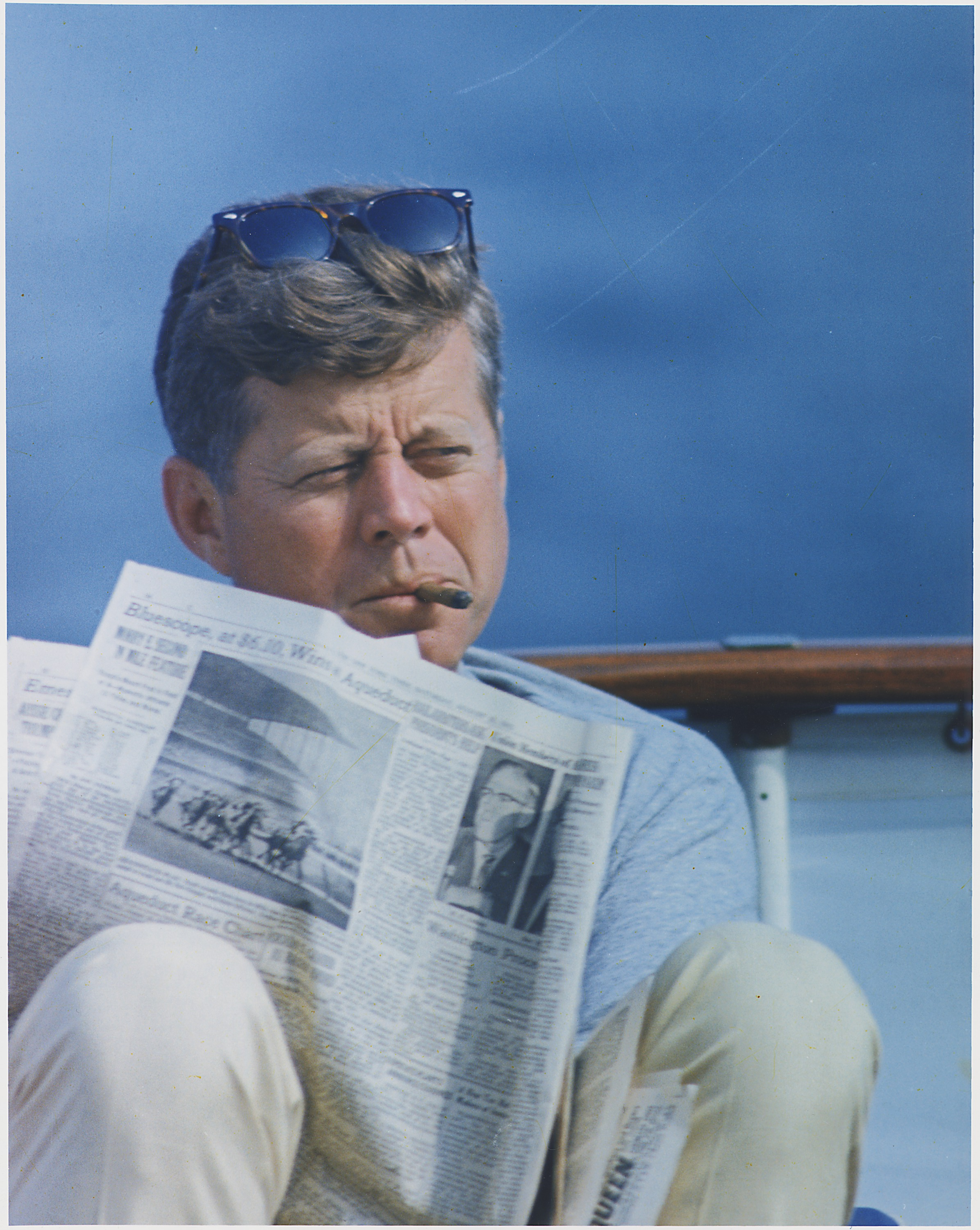
Kennedy s doutníkem a výtiskem New York Times během odpočinku

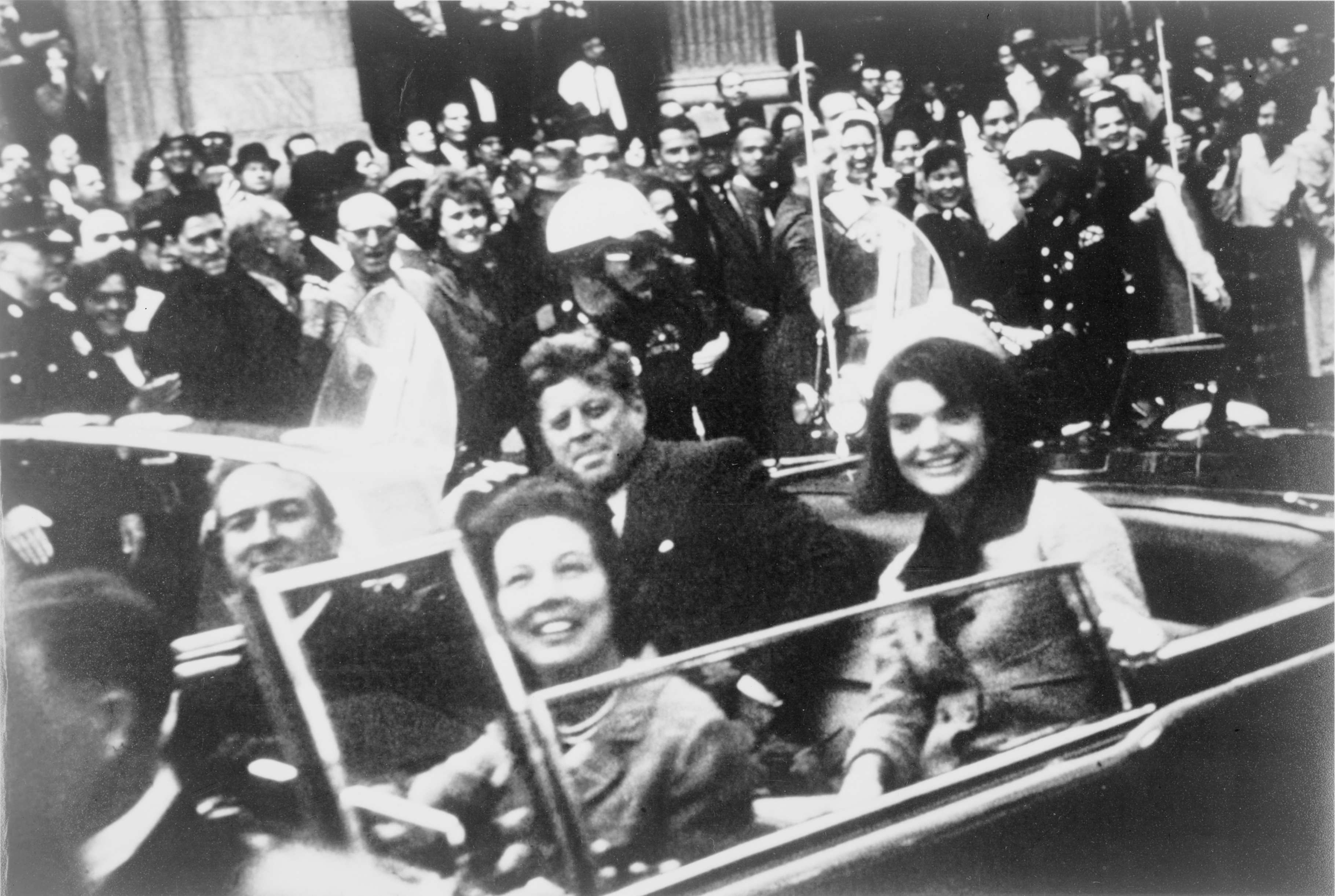
JFK s manželkou pár sekund před smrtí

Atentát na Johna Fitzgeralda Kennedyho byl spáchán v pátek 22. listopadu 1963 v texaském městě Dallas ve 12.30 místního času. John F. Kennedy byl smrtelně raněn střelou pravděpodobně z pušky Carcano M91/38, když v rámci kampaně pro prezidentské volby 1964 projížděl ulicemi Dallasu v otevřeném voze doprovázen manželkou Jacqueline, texaským guvernérem Johnem Connallym a jeho manželkou Nellie. Vážně zraněn byl rovněž guvernér Connaly, atentát však přežil.
Kennedy se tak po Lincolnovi, Garfieldovi a McKinleymu stal čtvrtým americkým prezidentem, jenž podlehl následkům atentátu spáchanému v době svého funkčního období.
Vyšetřování Warrenovy komise (1963–1964), Zvláštního výboru pro vyšetření atentátu Sněmovny reprezentantů (zkr. HSCA) (1976–1979) a různých vládních agentur došla k závěru, že atentát byl spáchán Lee Harvey Oswaldem, bývalým příslušníkem Námořní pěchoty Spojených států.
Sněmovní komise navíc konstatovala, že vražda byla výsledkem „rozsáhlého spiknutí“. Povaha tohoto spiknutí ovšem nebyla vyjasněna a existuje pouze řada podezření. V pozadí atentátu mohl stát například kubánský režim Fidela Castra, Sovětský svaz, kubánské komunity na území USA, mafie a další. Podezření se nevyhnulo ani složkám americké vlády jako FBI, CIA a dokonce viceprezidentovi Lyndonu B. Johnsonovi, který ve shodě s ústavou po Kennedyho smrti převzal úřad hlavy státu. Pravděpodobný střelec Lee Harvey Oswald se k ničemu nepřiznal a byl zavražděn dva dny po zadržení.
Další poznatky k zavraždění prezidenta přináší odborná a hloubková sonda – publikace od majora Ralpha P. Ganise – The Skorzeny Papers: Evidence for the Plot to kill JFK, o příběhu Otto Skorzenyho na jeho cestě do Dallasu v roli poradce, obchodníka se zbraněmi.
Atentát na populárního prezidenta vyvolal celosvětový ohlas. Státní pohřeb se konal na Arlingtonském národním hřbitově 25. listopadu 1963 a účastnilo se jej 220 zástupců zemí z celého světa, Sovětský svaz nevyjímaje. Jako málokterá jiná politická událost se zavraždění Kennedyho zapsalo do paměti veřejnosti Spojených států.

## Osobní život
Pro veřejnost se jednalo o mladého a charismatického člověka, s reprezentativním vzhledem a šarmem.
Svou budoucí manželku Jacqueline Bouvierovou poznal v květnu 1951 na večeři u manželů Bartlettových. Oba na sebe navzájem zapůsobili, ale rozešli se bez dalšího významnějšího zájmu. V té době se také intimněji seznámil s Audrey Hepburnovou a o něco později s Marilyn Monroe. S Jackie se zasnoubil až 23. června 1953 a 12. září se v kostele Panny Marie v Newportu ve státě Rhode Island vzali. Jackie byla zajímavá žena. Vysoce inteligentní, okouzlující, vtipná a reprezentativně působící. Na veřejnosti projevovala své emoce minimálně, byla dokonalá herečka a dokázala se stejně jako její manžel až nadlidsky ovládat. V rodinném prostředí však byla schopna vyvolat hysterické scény, zejména pokud šlo o bránění soukromí jejích dětí. Když se rodina nastěhovala do Bílého domu, Jackie celé zařízení s velkým vkusem přestavěla a vedla prezidentskou domácnost s velkou zodpovědností.
V roce 1955 Jackie prodělala potrat, v následujícím roce 1956 se jim narodilo mrtvé dítě (jejich dcera Arabella). O rok později v 1957 se jim narodila dcera Caroline, která zůstává jediným žijícím členem nejbližší rodiny JFK. John Fitzgerald Kennedy ml. se narodil koncem listopadu 1960. Zemřel v roce 1999, když se malé letadlo, které pilotoval, zřítilo na cestě do Martha's Vineyard. V roce 1963, měsíc před atentátem na JFK, Jackie porodila syna Patricka. Po 2 dnech však zemřel na komplikace z porodu.

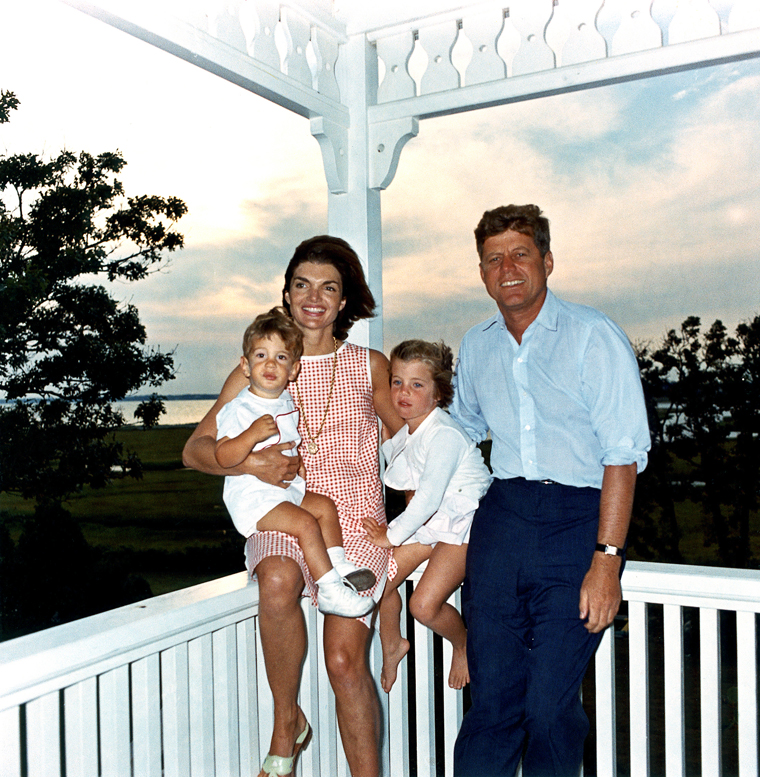
Rodina Johna Fitzgeralda Kennedyho

Na podzim roku 1954 prodělal složitou operaci páteře, která ho téměř stála život. Jeho manželka ho v té době velmi podporovala a starala se o něj v době jeho dlouhé rekonvalescence. Během tohoto období napsal i svou první opravdovou knihu Profily odvahy, se kterou mu Jackie velmi pomohla a která byla oceněna Pulitzerovou cenou.
Dodnes patří mezi nejpopulárnější z amerických prezidentů, tuto jeho stálou popularitu způsobilo několik faktorů, mezi nimiž je na předním místě jeho schopnost pracovat s médii, jeho zásluha o znovu získané americké sebevědomí (odvaha v Karibské krizi, zahájení projektu Apollo) a také skutečnost, že byl zastřelen, čímž se stal obětí.

## Citáty
| „                                                         | Neptej se, co může udělat tvá zem pro tebe. Ptej se, co můžeš ty udělat pro svou zem. | “ |
| — inaugurační projev JFK, Washington D.C., 20. leden 1961 |                                                                                       |   |

| „                                                       | Společným úsilím naši planetu zachráníme nebo společným úsilím zahyneme v plamenech jejího ohně, ale zachránit ji můžeme a zachránit ji musíme. Tím si zasloužíme věčný dík lidstva a jako nositelé pochodně míru, věčné požehnání Boha. | “ |
| — projev JFK po příletu do Bonnu (SRN), 23. červen 1963 | |   |

| „                                     | Všichni svobodní lidé, všude kde žijí, jsou občany Berlína. A proto i já, jako svobodný člověk jsem hrdý, že můžu říct: Ich bin ein Berliner. (Jsem také Berlíňan.) | “ |
| — při návštěvě Berlína, červenec 1963 | |   |

| „                                                                               | Rozhodli jsme se letět na Měsíc. Chceme v tomto desetiletí letět na Měsíc a dokázat ještě víc. Ne proto, že je to snadné, ale proto, že je to obtížné. | “ |
| — projev na Rice University v počátku vesmírného programu Apollo, 12. září 1962 | |   |

| „ | Lidstvo musí učinit přítrž válce, jinak válka učiní přítrž lidstvu. | “ |

| „ | Válečné zbraně musí být zrušeny dříve, než zruší nás. | “ |

### Knižní publikace, které napsal JFK
- Why England Slept, New York 1941.
- Portréty odvahy. Praha : Argo, 2013. (Profiles in Courage, 1956), (Pulitzerova cena).
- A Nation of Emigrants, New York 1958.
- The Strategy of Peace, New York 1960.
- To Turn the Tide, New York 1962.
- The Burden and the Glory, New York 1964.

### Stěžejní literatura o JFK
- Adler, Bill: The Kennedy Wit, Boston 1965
- Budín, Stanislav: Dynastie Kennedyů, Praha 1969
- Cross, Robin: J.F.K. A Hidden Life, Londýn 1992
- HAJDA, Josef; MRVA, Jiří. Pro svobodu člověka. 2. vyd. Wien: Verlag C.K. Doppler, 2016. 208 s.
- Hersh, Seymour: The Dark Side of Camelot, New York 1997
- Lane, Mark: Honba za právem. Kritika způsobu vyšetřování vražd presidenta Kennedyho, policisty J. D. Tippita a Lee Harveye Oswalda, prováděného Warrenovou komisí, Praha 1967. (Z anglického originálu Rush to Judgment, Londýn 1964)
- MacGregor Burns, James: John Kennedy. A political Profile, New York 1960
- Manchester, William: Portrait of a President, Boston 1962
- Puzzo, Mario: K znamená Keneddy
- Salinger, Pierre: With Kennedy, New York 1966
- Schlesinger, Arthur mladší: A Thousand Days. John F. Kennedy in the White House, Boston 1965
- Sidney, Hugh: John F. Kennedy, President, Boston 1965
- Sorensen, Theodore: The Kennedy Legacy. A Peaceful Revolution for the Seventies, Toronto 1969
- Summers, Anthony: Conspiracy who killed President Kennedy, Boston 1983
- Taterová, Milada, Novák, Jiří: Kdo střílí na presidenty?, Praha 1968
- Volek, Jindřich: Meze odvahy. Politický profil J. F. Kennedyho, Praha 1965
- Volek Jindřich: Kritické dny J. F. Kennedyho, Praha 1968
- Whalen J. Richard: The Founding Father, New York 1964